# Ocoelophora dubia
Ocoelophora dubia là một loài bướm đêm trong họ Geometridae.